# Бурков, Герман Дмитриевич
Ге́рман Дми́триевич Бурко́в (7 сентября 1928 — 14 августа 2014) — советский и российский полярник, арктический капитан, лауреат Государственной премии СССР.

## Биография
Родился в деревне Верховье (часть села Патракеевка) Приморского района Архангельской области. Представитель поморского рода, известного с 1598 года. В 1929 году семья переехала в Мурманск. С 1943 года работал токарем на Мотостроительном заводе в Архангельске.
В 1945 г. поступил в Архангельское мореходное училище. С 1949 работал на судах Мурманского морского пароходства. С 1953 г. — капитан транспортных судов (на тот момент — самый молодой капитан в Министерстве морского флота СССР). В 1963 году заочно окончил ЛВИМУ имени адмирала С. О. Макарова по специальности инженер-судоводитель получил звание капитан-наставник и назначен на должность капитана ледовой разведки Штаба морских операций западного сектора Арктики. 
В 1965—1972 первый представитель Мурманского морского пароходства в Канаде. В 1972—1987 работал в Администрации Северного морского пути Минморфлота СССР (главный государственный инспектор и заместитель начальника Администрации). В 1977 г. принимал активное участие в подготовке и осуществлении научно-практического экспериментального похода атомного ледокола «Арктика» на Северный полюс, когда впервые в мире полюс был достигнут надводным кораблём.
В 1984 г. за разработку, создание и внедрение в производство прибора для измерения толщины морских льдов с воздушного судна удостоен Государственной премии СССР в области науки и техники.
Награждён орденом Дружбы, орденом Красного знамени, двумя орденами «Знак Почёта», 12 медалями, значками «Почётному полярнику», «Почётному работнику морского флота», «Отличник соцсоревнования речного флота», «Отличник Аэрофлота», серебряной и двумя бронзовыми медалями ВДНХ.
С 1990 г. президент Московской благотворительной общественной организации полярников (МОСПОЛ). С 1994 г. член президиума Московского центра Русского географического общества (МЦ РГО), в 1995 г. избран председателем отделения географии полярных стран МЦ РГО. Почетный член Русского географического общества. Входил в Совет Всероссийской организации ветеранов войны, труда, вооружённых сил и правоохранительных органов, президиум Поморского землячества в Москве.

## Публикации Г. Д. Буркова

### Книги
- Бурков Г. Д. Патракеевка — село поморское, родина капитанов. — Санкт-Петербург: ГеоГраф, 2005. — 184 с.
- Бурков Г. Д. Листая старые альбомы: (жизнь, отданная морю). — Борей, 2008. — 313 с.
- Бурков Г. Д. Мы пришли к тебе, полюс! — ИД «Сказочная дорога», 2013. — ISBN 978-5-4329-0026-8.
- Бурков Г. Д. Война в Арктике. — ИД «Сказочная дорога», 2014. — ISBN 978-5-4329-0055-5.

### Статьи
- Арикайнен А. И., Бурков Г. Д. Арктические трассы страны // Техника и вооружение. — 1985. — № 7. — С. 3-7.
- Арикайнен А. И., Бурков Г. Д. Ухудшаются ли ледовые условия в Арктике? // Морской флот. — 1985. — № 6. — С. 36-37.
- Арикайнен А. И., Бурков Г. Д. «Тикси» форсирует льды // Морской флот. — 1986. — № 6. — С. 42-45.
- Арикайнен А. И., Бурков Г. Д. Сжатия полярных льдов // Человек и стихия : Сб. статей. — 1987. — С. 128—130.
- Арикайнен А. И., Бурков Г. Д. А надо ли менять тактику ледокольной проводки? // Морской флот. — 1988. — № 3. — С. 36-39.
- Арикайнен А. И., Бурков Г. Д. Ледовая авиаразведка: этапы развития // Человек и стихия : Сб. статей. — 1988. — С. 128—130.